# Apeadero de Alvalede
Nota: No confundir con el Apeadero de Alvalade, en la Línea del Sur.
El Apeadero de Alvalede fue una plataforma ferroviaria de la Línea del Algarve, que servía a la zona del Alvalede, en el ayuntamiento de Silves, en Portugal.

## Historia
Este apeadero se situaba en el primer tramo del Ramal de Portimão, entre Tunes y Algoz, que fue abierto el 10 de octubre de 1899.
En 1913, era utilizado por convoyes tranvías; en 1980 y 1984, era servido por los convoyes regionales de la operadora Ferrocarriles Portugueses.